# SN 2006ch
SN 2006ch – supernowa typu Ia odkryta 9 maja 2006 roku w galaktyce NGC 7753. W momencie odkrycia miała maksymalną jasność 16,50m.